# Hans Heinrich von Holstein

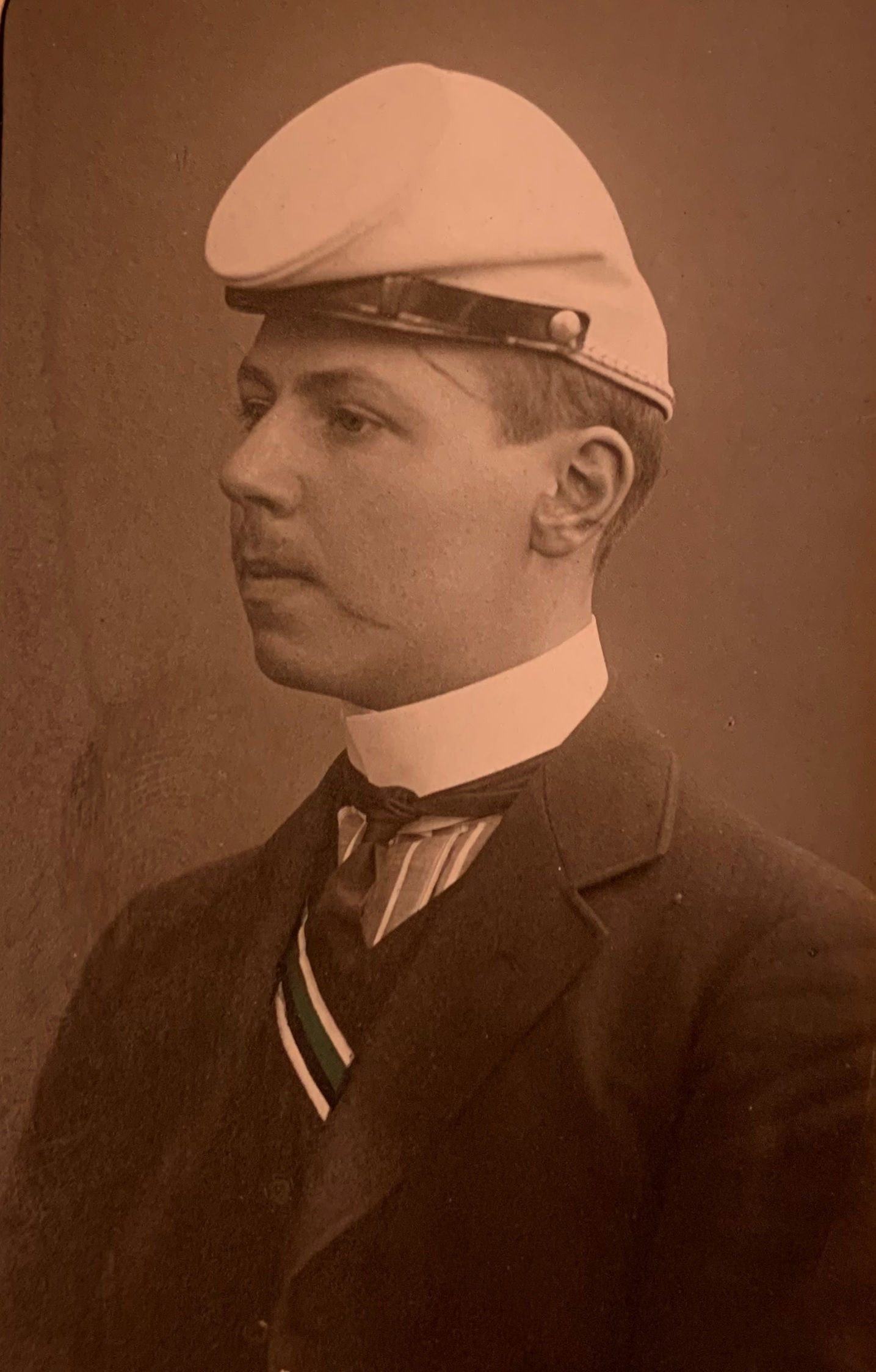
Hans Heinrich v. Holstein

Hans Heinrich von Holstein (* 10. August 1888 in Pfaffendorf bei Koblenz; † 10. Juni 1978 in Herford) war ein deutscher Verwaltungsjurist.

## Leben
Holsteins Eltern waren der Generalleutnant August von Holstein und seine Frau Agnes geb. von Pilgrim, verw. Waldemar von Wedel aus dem Hause Althof. Er studierte an der Ruprecht-Karls-Universität Heidelberg Rechts- und Kameralwissenschaften. Am 26. Mai 1908 wurde er im Corps Saxo-Borussia Heidelberg recipiert. Im Ersten Weltkrieg diente er erst als Vizewachtmeister, dann als Leutnant beim 2. Pommerschen Ulanen-Regiment Nr. 9. Seit 1917 Ordonnanzoffizier der 211. Infanterie-Division, erlitt er eine Gasvergiftung. Bei Kriegsende war er Führer der Reserve-Kavallerie-Abteilung 45 in der 45. Reserve-Division.
1919 war er Regierungsassessor und Landrat in Rathenow. 1921 wurde er zum preußischen Regierungsrat ernannt. In der Provinz Pommern amtierte er von 1924 bis Kriegsende im Landkreis Greifenberg i. Pom. als Landrat. Als kommissarischer Landrat führte er ab 1942 außerdem den Landkreis Cammin i. Pom. bis Kriegsende. 1945 floh er auf das Gut Oberbehme in Ostwestfalen. Es gehörte Verwandten seiner Frau Sophie geb. v. Wedemeyer aus Woynitz (im Kreis Schmiegel), der Witwe des Regierungspräsidenten Hermann von Laer.
In seinem Corps war er Vorsitzender des Ehrenrats.